# Локгідський скандал
Локгідський скандал (англ. Lockheed bribery scandals) — політичний скандал в ФРН, Італії,  Нідерландах та Японії, пов'язаний із корупцією політичних кіл цих країн та американською авіабудівною компанією Локгід.
Компанія дала великі хабарі високопосадовцям згаданих країн для продажу своїх військових та пасажирських літаків. В 1976 році факт хабаря був виявлений і оприлюднений Комітетом зовнішніх справ Сенату США. Це спричинило великий політичний скандал у цих країнах.
Так наприклад менеджер та лобіїст «Локхіду» Ернест Хаузер на слуханнях в Сенаті США визнав, що в 1961 році його корпорація дала хабар в розмірі 10 мільйонів доларів міністру оборони ФРН Францу Йозефу Штраусу та його партії ХСС для купівлі в «Локхіда» для Бундесверу 916 винищувачів Lockheed F-104 Starfighter.
В Японії за хабарі від Локхіда був заарештований екс-прем'єр Танаку Какуея, ряд значних політиків та бізнесменів, а також керівництво авіакомпанії. Судовий процес тягнувся більше десятиліття. В лютому 1995 року Верховний Суд Японії остаточно визнав усіх підозрюваних винними.